# زانكت إنغبرت
سنكت اينغبرت (بالألمانية: Sankt Ingbert) هي مدينة و بلدة ألمانية تقع في ألمانيا في Saarpfalz-Kreis. يقدر عدد سكانها بـ 37,361 نسمة .

## المدن التوأمة
مدن سانت اربلن، رادبويل، Rhodt unter Rietburg و N’Diaganiao هي مدن توأمة لـسنكت اينغبرت.

## أعلام
- نوربرت شميلزر
- باسكال فرايز
- بيرند شنايدر
- بيتر تشيروزكي
- يوب ديرفال
- ينس كيفر
- ديرك دير
- هاينز فولمار